# Brasiliota
Brasiliota is een geslacht van kevers uit de familie oliekevers (Meloidae).
Het geslacht is voor het eerst wetenschappelijk beschreven in 1959 door Kaszab.

## Soorten
Het geslacht omvat de volgende soort:
- Brasiliota herculeana (Germar, 1824)